# Mythologie dace
La mythologie dace est un sujet d'histoire, en controverse en Roumanie. Le débat oppose :
- les historiens de l'Académie roumaine et des instituts de recherche en histoire "Nicolae Iorga" de Bucarest et "Alexandru Xenopol" de Jassy, laïcs dont le chef de file est le professeur Florin Constantiniu[1], pour lesquels l'archéologie, la paléographie, l'épigraphie, le lexique religieux, les auteurs antiques et de l'antiquité tardive sont les seules sources fiables[2];
- à ceux du courant protochroniste, très influent et abondamment financé en Roumanie, qui renient l'histoire scientifique pour formuler une pseudohistoire nourrie des conjectures de Nicolae Densușianu, Mircea Eliade ou Bogdan Petriceicu Hasdeu, dont la variante nationaliste était devenue quasi-officielle sous le régime communiste[3] mais qui, depuis 1990, est devenu mystique et postule que les Daces avaient non pas une mythologie, mais une religion monothéiste comportant une doctrine du salut de l'âme, favorisant ainsi une christianisation précoce des ancêtres des Roumains, dès le IVe siècle ; le chef de file de ce concept est le professeur Mircea Păcurariu, proche de l'Église orthodoxe roumaine[4], pour qui la christianisation de la Dacie est contemporaine de la conquête romaine, de sorte que le christianisme, présent dès l'origine du peuple roumain, fait donc partie intrinsèque de son identité et ne saurait en être dissocié. Malgré les protestations de l'académie, cette théorie est encore enseignée dans les écoles.

## Sources
En fait, on sait peu de chose de la religion des Daces : les sources sont Arrien, Hérodote, Jamblique, Jordanès, Platon, Porphyre de Tyr et Strabon (voir plus bas). En revanche, les commentateurs sont légion, les plus prolixes étant Nicolae Densuşianu, "père du protochronisme roumain" avec son ouvrage Dacie préhistorique, et Mircea Eliade, historien des religions. Des auteurs comme Harald Haarmann (linguiste), Doru Todericiu (ingénieur) ou Napoleon Săvescu (médecin) ont abondamment contribué à populariser les thèses protochronistes, selon lesquelles la civilisation dace est la plus ancienne et l'une des plus élevées spirituellement du monde antique, les Latins n'étant qu'une tribu dace installée en Italie, de sorte que, plutôt que de parler de romanisation des Daces, il faudrait, selon eux, parler de "dacisation du monde méditerranéen".

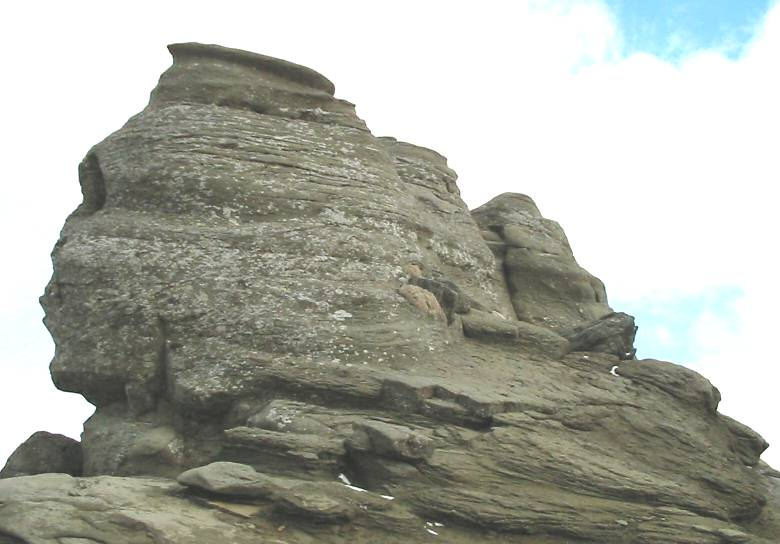
Cette roche calcaire des monts Bucegi, dans les Carpates, sculptée par le vent et les intempéries, est considérée par les protochronistes comme un « Sphinx dace ». Aucune trace archéologique n'atteste de culte à cet endroit et rien ne prouve qu'il avait déjà cette forme il y a deux mille ans.

## Divinités
Quoi qu'il en soit, la religion dace était polythéiste, mais un prophète nommé Zalmoxis, y avait introduit le culte d'une divinité suprême, Gebeleizis, l'idée de l'immortalité de l'âme et un culte à mystères, d'inspiration pythagoricienne, volontiers adopté par les polistes et tarabostes (aristocrates) Daces.
Le panthéon dace et thrace comprenait une bonne trentaine de divinités :
- Bendis, déesse des forêts, des herbes, des rythmes, et de la lune,
- Cotys ou Cottyto, la déesse-mère de la terre et des moissons,
- Derzis ou Derzelas, dieu de la santé,
- Dabatopienos, dieu de la métallurgie,
- Eitiosaros, de rôle inconnu,
- Gebeleizis ou Gabeleisos, le dieu-père des éclairs du ciel,
- Heros, dieu des morts,
- Sabazius, dieu des vins,
- Orphée, dieu du chant et des charmes,
- Zibelthiurdos, dieu de la mer et de la tempête,
- une déesse du feu de nom inconnu,
- un dieu de la guerre de nom inconnu,
- et encore 12 ou 14 divinités possibles selon les témoignages, mais sans plus d'informations.

Quant au culte de Zalmoxis, au Ve siècle, Hérodote parle d'une histoire que des commerçants grecs lui avaient apprise : « un homme, du nom de Zalmoxis, esclave affranchi de Pythagore, serait allé vivre trois ans en ermite dans une grotte dans une montagne sacrée nommée "Kogaionon", et aurait ensuite prêché aux Daces qu'ils allaient vivre heureux pour toujours après la mort, et ils l'auraient cru ». Hérodote n'oublie pas de présenter ses doutes en disant : « je juge moi-même que ce Zalmoxis a vécu bien avant Pythagore et que son enseignement est une tromperie ». Il ajoute que les Daces « ne reconnaissent d'autres dieux que les leurs ». Selon le philosophe Jamblique (333 apr. J.-C.), Zamolxis est considéré chez eux (les Daces) comme « la plus grande de toutes les divinités », mais Jamblique est tardif. D'autres auteurs affirmant qu'il s'agit d'un prince ou d'un roi divinisé (Platon, Strabon, Jordanès). 
Strabon (58 av. J.-C.) écrit que « le dieu suprême dacique est sans nom, sans qualification » et ajoute que « la pratique propre à Pythagore consistant à ne pas consommer de viande est parvenue chez eux sous la forme d'un commandement donné par Zamolxis ». 

### Étymologies fantaisistes
Il existe d'innombrables interprétations de Salmoxis, Zamolxis et Samolxis, la plupart relevant de conjectures, voire du canular. Les recherches montrent que la forme la plus ancienne, chez Hérodote, est confirmée par des noms de rois comme Zalmodegikos : il s'agit bien d'un nom dace, mais on en ignore la signification (le vocabulaire dace étant presque intégralement perdu faute de textes, ce qui a aussi donné lieu à des canulars comme celui du codex Rohonczi). 
Une interprétation fantaisiste, oubliant ou ignorant que le mot roumain Moș ("vieillard") provient du slave Мyж ("homme"), relie, à travers les millénaires, Zal-moxis au roumain actuel Zeul Moș ("le Dieu-Vieillard"). Dieu en roumain se dit Dumne-zeu (du latin Dominus Deus), littéralement "seigneur-Dieu" : dans cette idée, Zalmoxis est relié à Zeu (qui, en fait, vient du latin Deus). 
D'autres interprétations relient Moş au mot sanskrit moksha qui, dans l'hindouisme, se rapporte à la libération finale de l'âme, et partant de là, donnent à Zalmoxis la signification "celui qui est arrivé à la libération finale" ou "par qui la libération des âmes arrive".
Enfin, on a également relié Zalmoxis aux Carpates, compte tenu du récit de ses trois ans d'ermitage sur le mont Kogaionon : on le relie cette fois au sommet nommé "vârful Omu", en français "sommet l'Homme" et aux roches sculptées par le climat des Babele et du "Sphinx", considérés sans aucune preuve comme ayant été sculptées par les Daces sur le mont Kogaionon, qui serait devenu un lieu de culte de leur religion.

### Monothéisme ou polythéisme?
Divers auteurs ont essayé de concilier les positions académiques et les positions protochronistes, exercice difficile où ils ont été aidés par Max Müller qui a introduit le mot d'« hénothéisme » Henotheism signifiant « croire en un dieu unique, mais accepter la présence d'autres divinités ». L'hindouisme, le judaïsme avant Babylone, et même quelques formes de christianisme syncrétique comme celles pratiquées en Amérique latine, sont hénothéistes. C'est, entre autres, la position de Vasile Pârvan, Jean Coman, R. Pettazzoni ou E. Rohde ; le sujet reste débattu.

## Culte
Hérodote parle d'immolation volontaire de certains princes ou guerriers envoyés comme « messagers auprès de Gebeleizis », et de banquets festifs lors des obsèques : ces rituels dont on n'a trouvé aucune trace archéologique, ont été mis en scène dans le film « Les Guerriers » (Dacii ) réalisé par Sergiu Nicolaescu en 1967, qui a marqué toute une génération de Roumains. Zalmoxis prêchait en outre, pour tous ses fidèles, l'interdiction de boire du vin en dehors des banquets initiatiques et, pour les polistes (prêtres-guerriers), de manger de la viande.
Strabon mentionne par ailleurs une catégorie de prêtres ou chamans, les kapnobatai (en grec : « ceux qui marchent dans la fumée »), commune aux Daces et aux Scythes, qui semblent avoir pratiqué une transe sacrée grâce à la fumée de cannabis ; ils ne paraissent pas liés au culte de Zalmoxis.
Différents types de sanctuaires ont été retrouvés sur le territoire occupé par les Daces, souvent tournés vers l'étoile polaire. Des grands sanctuaires à colonnes en bois sur des bases de pierre ressemblant aux temples grecs se trouvent dans les citadelles des Carpates. Des sanctuaires ronds en bois et terre, pouvant remonter au Ve siècle av. J.-C., sont plus répandus. Enfin, des quadrilatères contenant une pièce en demi-lune ont été identifiés. Dans aucun de ces édifices n'ont été retrouvées de statues des divinités : s'il y en a eu, soit le matériau n'a pas résisté au temps, soit elles ont été déplacées hors des temples.
Des réformes religieuses ont lieu sous la direction du grand prêtre Décénée sous le règne du roi Burebista au Ier siècle av. J.-C..

### Le symbolisme du loup
Selon Hérodote, les Daces se donnaient le nom de loup ou ceux qui sont semblables aux loups. Le loup est l'animal le plus souvent représenté par leurs syrinx. Il est facile de relier cela aux nombreux mythes et rituels du loup et d'autres créatures similaires sont présents de nos jours dans les légendes populaires de Roumanie et d'ailleurs. 
Les Daces avaient aussi comme symbole de guerre des sortes de labares pourvus d'anches bruyantes, et dont la forme variait selon les tribus. Outre le loup, est attesté le Dragon, dont la tête, était métallique et le corps représenté par un manche à air. Selon Arrien, le corps du dragon dace était fait de trois morceaux de tissu de couleur différente, mais il ne décrit pas ces couleurs, ce qui ouvre aux protochronistes un boulevard pour affirmer que c'étaient celles de la Roumanie moderne, qui, en réalité, ont une tout autre origine. Ainsi, les protochronistes enseignent qu'en 535, Justinien ayant construit au nord du Danube les cités de Recidava et Literata, il aurait donné à cette province, habitée par des Daco-romains, un symbole en trois couleurs rouge, jaune et bleu, de gauche à droite.